# 木俣秋水
木俣 秋水（きまた しゅうすい、1912年（明治45年）4月3日 - 1991年（平成3年）4月26日）は、日本のジャーナリスト、政治家。京都日日新聞（のち京都新聞）論説委員、京都市会議員。
息子は『文藝春秋』編集長などを務めた木俣正剛。

## 人物・来歴
京都府出身。嵯峨高等小学校卒業。1942年京都日日新聞（のち京都新聞）記者となり、1945年論説委員。1951年京都市議に当選、連続10期務め、1968年から翌年まで議長、自民党京都府連幹事長も担う。当時京都府議だった野中広務とともに、蜷川虎三の革新府政に対峙。また中曽根派に属した木俣は、のちに衆議院議長となる伊吹文明を大蔵省から衆議院京都1区に呼び戻し、後ろ盾となった。
健康上の理由で、1991年春の統一地方選には出馬しなかった。任期は4月29日までであったが、阪急烏丸駅で転落して電車にひかれ、脳挫傷のため、京都市内の病院で死去。79歳没。

## 著書
- 『勤皇京洛の賦』立命館出版部、1944年。
- 『腐爛日本への直言』青年建設社、1946年11月。
- 『京都府市會と警察を斬る』共同圖書出版社、1949年。
- 『京洛維新風雲史』白川書院、1969年。
- 『外史吉田松陰』白川書院、1970年。
- 『日本はどうなる』日本図書出版センター、1977年2月。
- 『西郷隆盛は死せず 西郷南洲遺訓解説 敬の巻』大和書房、1977年8月。
- 『西郷隆盛は死せず 新日本政記 天の巻』大和書房、1979年2月。
- 『吉田松陰をめぐる女性たち』大和書房、1980年5月。
- 『西郷隆盛は死せず 知られざる西郷追放劇 愛の巻』大和書房、1981年5月。